# Evestorf
Evestorf ist eine Ortschaft der Gemeinde Wennigsen (Deister) in der Region Hannover.

## Geografie
Der Ort liegt zwischen Sorsum im Norden und Holtensen im Süden. Der Kernort Wennigsen liegt westlich.
Am nördlichen Ortsrand von Evestorf vereinigen sich der Bredenbecker Bach und der Wennigser Mühlbach zur Ihme.

## Geschichte
Urkundlich wird Evestorf erstmals im Jahre 1252 erwähnt als Eigentum des Klosters Wennigsen, damals noch unter dem Namen „Everdestorpe“. Ab dem Jahre 1817 fiel Evestorf unter die Verwaltung des Amtes Wennigsen, 1852 gab es eine Flurbereinigung und die „Gemeinde“ Evestorf wird gegründet. Im Rahmen der Gebietsreform wurde Evestorf im Jahre 1970 Teil der Einheitsgemeinde Wennigsen (Deister).

## Politik
Die Ortschaft hat seit 2001 einen Ortsrat. Zur Kommunalwahl 2011 trat einzig die Unabhängige WählerInnengemeinschaft Evestorf an. Zum Ortsbürgermeister wurde Ernst Herbst gewählt. Die kommunale Handlungen erfolgt über den Bürgermeister der Gemeinde.

### Wappen
Das Wappen symbolisiert den Ursprung der Ihme aus dem Zusammenfluss des Bredenbecker Baches und des Wennigser Mühlbachs inmitten saftiger Wiesen durch eine silberne, gewellte Form auf grünem Grund, die dem Buchstaben Y ähnelt.

## Kultur und Sehenswürdigkeiten
- Liste der Baudenkmale in Evestorf

## Wirtschaft und Infrastruktur
Im östlichsten Teil der Evestorfer Gemarkung an der Grenze zu Vörie in der Stadt Ronnenberg liegt das Klärwerk der Gemeinde. Hier werden auch Abwässer aus Lemmie, einem Ortsteil der Stadt Gehrden gereinigt.
Evestorf ist durch die Hannoversche Straße an die östlich des Dorfes verlaufende B217 angebunden.

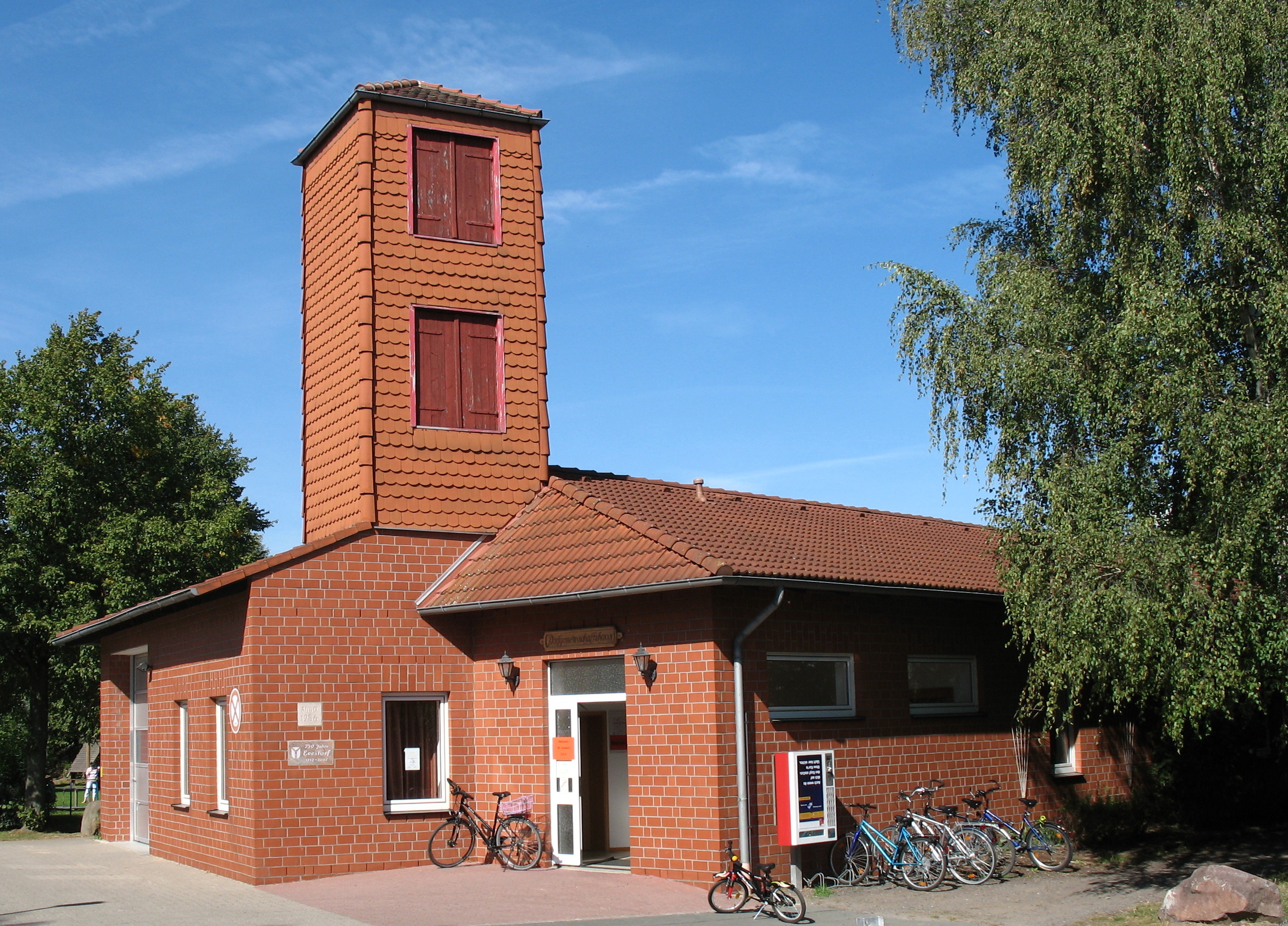
Das Dorfgemeinschaftshaus in Evestorf
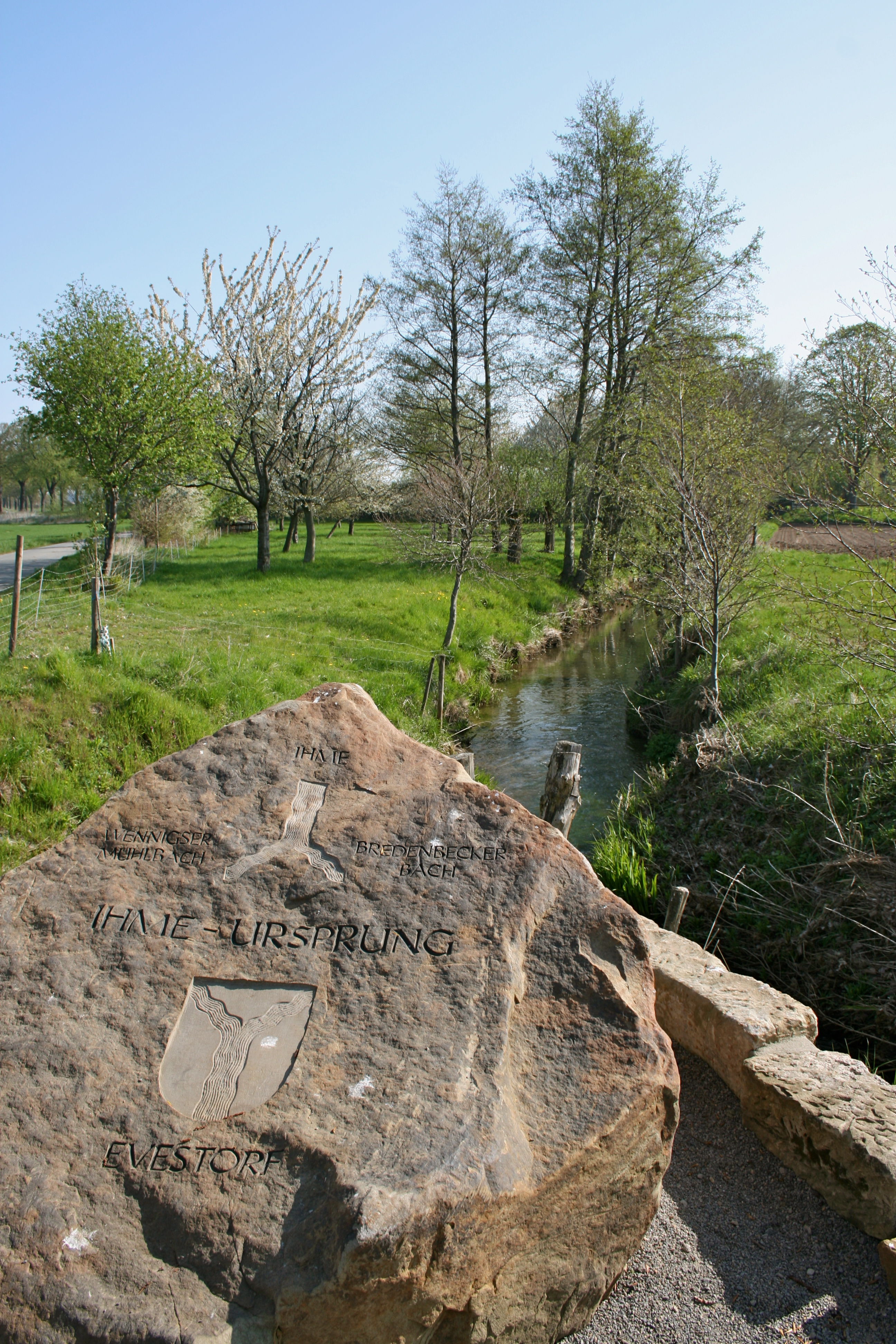
Ihmestein, Ursprung der Ihme durch Zusammenfluss des Bredenbecker und Wennigser Bachs